# Хвалетинци
Хвалетинци (на словенски: Hvaletinci) е село в Словения, Подравски регион, община Свети Андраж в Словенских горицах. Според Националната статистическа служба на Република Словения през 2015 г. селото има 91 жители.